# 凹甲陸龜
凹甲陸龜（学名：Manouria impressa），俗名為麒麟陸龜，是熱帶及亞熱帶的陆龟科凹甲陸龜屬的爬行动物。凹甲陸龜在近緣種間是較原始的龜種。

## 特徵
麒麟陸龜的背甲盾片略為凹陷，呈棕色，並有黑色放射紋，隨著龜隻成長，顏色會變得黯淡；而腹甲則呈黃、棕色，同樣有黑色放射紋。雄龜的體型較修長，尾巴相對較細長，泄殖孔距腹甲較遠；雌龜體型則較圓，尾巴粗且短，泄殖孔距腹甲較近。

## 分布
分布于缅甸、泰国、越南、向南至马来西亚半岛以及中国大陆的海南、广西、云南、湖南等地，常生活于热带、亚热带高山地区。该物种的模式产地在泰国。

## 習性
麒麟陸龜比較喜愛濕潤的環境。

### 飲食習慣
此龜屬素食性，比較愛吃水果類食物，例如﹕瓜果類、菇類等。

### 繁殖
雌龜會每年的在五至六月間產卵，以配合的雨季來臨。

## 保护
- 中国国家重点保护动物等级：一级
- 瀕危野生動植物種國際貿易公約附錄二